# Xã Palmyra, Quận Wayne, Pennsylvania
Xã Palmyra (tiếng Anh: Palmyra Township) là một xã thuộc quận Wayne, tiểu bang Pennsylvania, Hoa Kỳ. Năm 2010, dân số của xã này là 1.339 người.